# Edvardotrouessartia
Edvardotrouessartia es un género extinto de mamíferos placentarios del orden Notoungulata, de la familia Notostylopidae, que vivió durante el Eoceno medio en Patagonia, Argentina.
Es uno de los muchos géneros de mamíferos meridiungulados que poblaron América y de los cuales no queda ningún descendiente.

## Etimología
Edvardotrouessartia es en honor al zoólogo francés Édouard Louis Trouessart.

## Características
Edvardotrouessartia es el notostilópido de mayor tamaño conocido.